# 라스타블라스

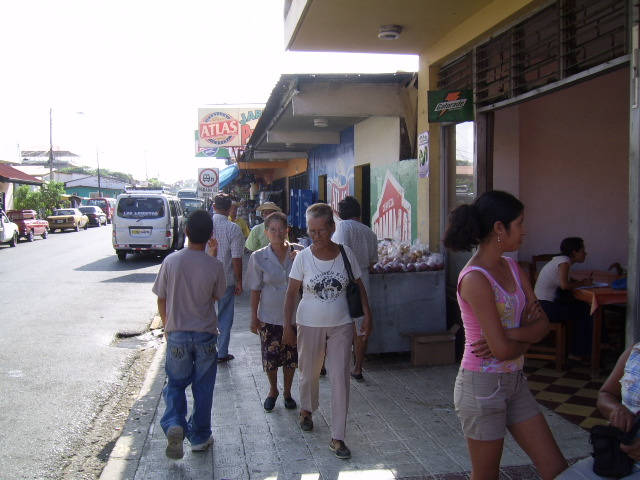

라스타블라스(스페인어: Las Tablas)는 파나마 중부에 위치한 도시로 로스산토스 주의 주도이며 면적은 7.5km2, 높이는 42m, 인구는 8,945명(2010년 기준)이다.